# 三相 (电学)
- 關於为什么要使用三相交流电及其应用，請見「三相電」。
- 關於其他有「三相」之名的用語，請見「三相」。

三角形接法（左）和星形接法（右）均得名于其接法

此图为一个周期（2π）内三相电压的变化图。三条不同颜色的正弦代表了三相电压随时间的变化。

在电子工程学中，三相交流电一般是将可变的电压通过三组不同的导体。这三组电压幅值相等、频率相等、彼此之间的相位差为120度。
通常来说，三相交流电分三角形接法（Δ）和星型接法（Y）两种。三角形接法即为将各相电源或负载依次首尾相连，形成一个三角环；而星型接法则是将各相电源或负载的一端连接在一点，形成一个中性点，这种接法又称为三相三线制。如果从该中性点再引出一条中性线，则整个结构变为三相四线制。其中星型接法允许对各相加上不同的电压。例如常见的230/400伏三相交流电，就是在中性点和任意一相上加上230伏，余下的两相各加上400伏的电压。三角形接法由于各相首尾相连，只能存在一种电压，但是其优点在于即使三相中有一相失去作用，整个系统仍然可以运作（效率为原来的57.7%）。

## 定义

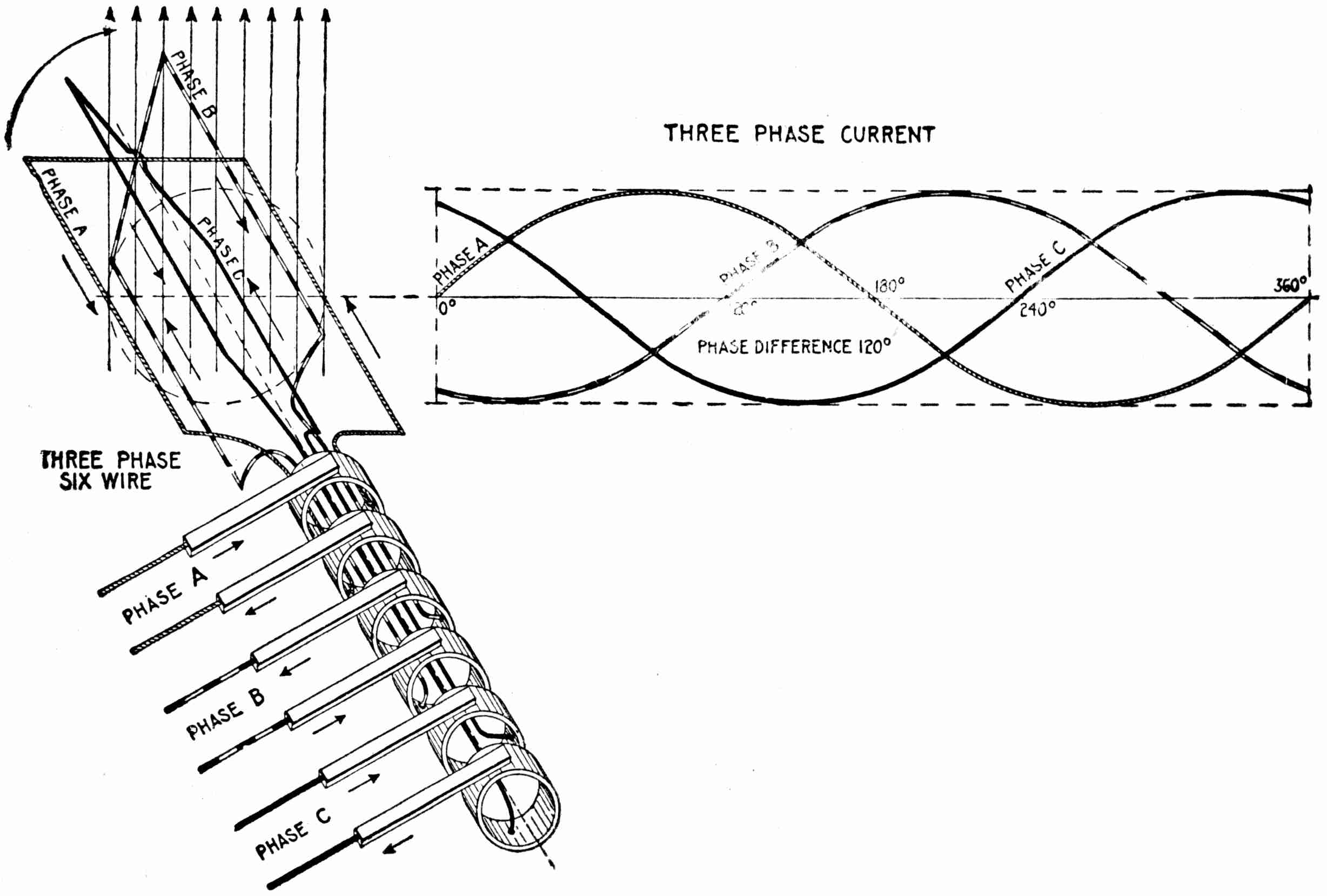
一台三相六线制发电机的原理图，每一相（电感）上分别连接着一对传输线

假设有一台使用星型接法的发电机，将其三个负载的加入点命名为L1、L2、L3,则加在三相上的电压分别为：
{\displaystyle V_{L1-N}=\sin \left(\theta \right)*V_{P}\,\!}
{\displaystyle V_{L2-N}=\sin \left(\theta -{\frac {2}{3}}\pi \right)*V_{P}=\sin \left(\theta +{\frac {4}{3}}\pi \right)*V_{P}}
{\displaystyle V_{L3-N}=\sin \left(\theta -{\frac {4}{3}}\pi \right)*V_{P}=\sin \left(\theta +{\frac {2}{3}}\pi \right)*V_{P}}
其中：
{\displaystyle V_{P}}代表最大电压,
{\displaystyle \theta =2\pi ft\,\!}代表相位角
{\displaystyle t}代表时间，单位为秒
{\displaystyle f}代表頻率，单位为转/秒
{\displaystyle V_{L1-N}}、{\displaystyle V_{L2-N}}和{\displaystyle V_{L3-N}}则分别代表L1到中性点（N）、L2到中性点和L3到中性点的电压。

## 電壓和電流
線電壓（Line to Line Voltage, Line Voltage）為兩條相線間的電壓。相電壓（Vph）為負載端所獲得的電壓，隨連接方式而異。
線電流（IL）為相線上的電流大小。相電流（Iph）為負載端的電流大小。
星形接法
在星形接法，线電壓是相電壓的√3倍，線電流等於相電流。
{\displaystyle V_{L}={\sqrt {3}}V_{ph}}
{\displaystyle I_{L}=I_{ph}}
三角形接法
在三角形接法，线電壓等於相電壓，线電流是相電流的√3倍。
{\displaystyle V_{L}=V_{ph}}
{\displaystyle I_{L}={\sqrt {3}}I_{ph}}

### 功率
星形接法和三角形接法的總功率，都可使用同一公式計算：
{\displaystyle P=3P_{ph}=3V_{ph}I_{ph}\cos \phi ={\sqrt {3}}V_{L}I_{L}\cos \phi }
{\displaystyle P_{\Delta }=3\times P_{Y}}
開三角形接法
三角形接法其中一個繞阻被移除，則變成開三角形（Open Delta）。
假設單相變壓器可以輸出電壓V及電流I，兩個變壓器的功率為
{\displaystyle S=2\ VI}
用作三相變壓器時，功率為
{\displaystyle S={\sqrt {3}}\ VI}
換言之，兩個變壓器可使用的功率為原來的86.6%。
對比三個變㱘器，整個系統的功率變成原來的57.7%。因為兩個變壓器的功率因素不同，其中一個提供无功功率，另一個消耗无功功率，所以可用輸出並不是66.7%。

## 稳定输出

理想状态情况下，三相电路电流互相抵消，和为零

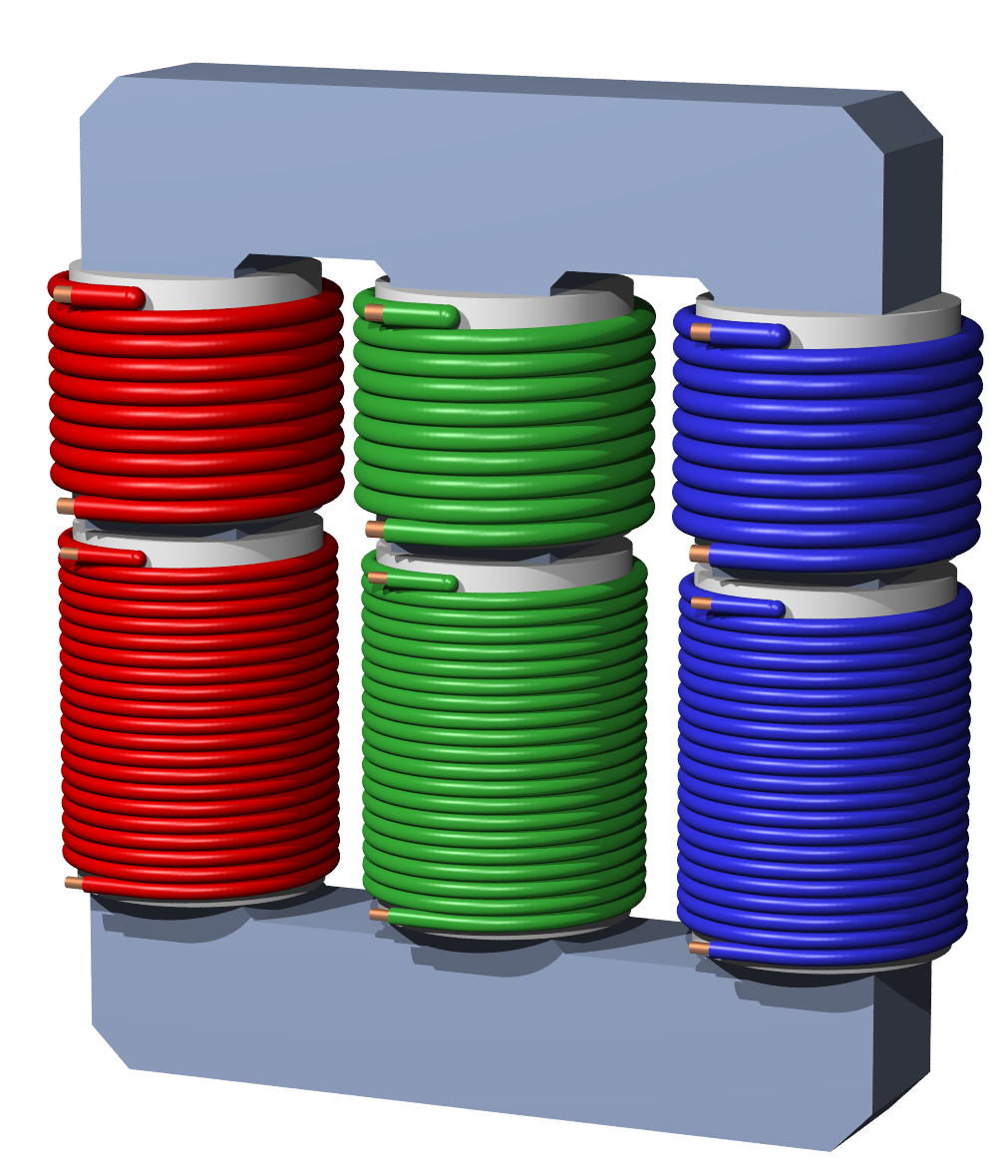
三相变压器，每一相均缠绕着独立的电感

一般在三相的电力系统中，每一相负载的做功的大小均相同。通常会先论证电动机在稳定输出的情况下运作，再考虑不稳定的情况。

### 恒定功率转化
三相发电机的特性在于，当各相的负载具有电阻性质时，其输出功率{\displaystyle \scriptstyle P\,=\,VI\,=\,{\frac {1}{R}}V^{2}}是恒定的。
{\displaystyle P_{Li}={\frac {V_{Li}^{2}}{R}}}
{\displaystyle P_{TOT}=\sum _{i}P_{Li}}
为了使计算更方便，先定义一个无量纲的功率值{\displaystyle \scriptstyle p\,=\,{\frac {1}{V_{P}^{2}}}P_{TOT}R}作为中间量，则：
{\displaystyle p=\sin ^{2}\theta +\sin ^{2}\left(\theta -{\frac {2}{3}}\pi \right)+\sin ^{2}\left(\theta -{\frac {4}{3}}\pi \right)={\frac {3}{2}}}
代回：
{\displaystyle P_{TOT}={\frac {3V_{P}^{2}}{2R}}}
最终结果中不含{\displaystyle \theta }（相位角）由此可见发电机动率的输出不会随着时间的变化而变化。对于大型发电机来说，这点尤为重要。
实际上，发电机的负载不一定要带有电阻的性质，只需各个相位相等即可，设：
{\displaystyle Z=|Z|e^{j\varphi }}
因此最大电流为：
{\displaystyle I_{P}={\frac {V_{P}}{|Z|}}}
所有相位上的瞬时电流大小为：
{\displaystyle I_{L1}=I_{P}\sin \left(\theta -\varphi \right)}
{\displaystyle I_{L2}=I_{P}\sin \left(\theta -{\frac {2}{3}}\pi -\varphi \right)}
{\displaystyle I_{L3}=I_{P}\sin \left(\theta -{\frac {4}{3}}\pi -\varphi \right)}
这时各个相位的功率输出为：
{\displaystyle P_{L1}=V_{L1}I_{L1}=V_{P}I_{P}\sin \left(\theta \right)\sin \left(\theta -\varphi \right)}
{\displaystyle P_{L2}=V_{L2}I_{L2}=V_{P}I_{P}\sin \left(\theta -{\frac {2}{3}}\pi \right)\sin \left(\theta -{\frac {2}{3}}\pi -\varphi \right)}
{\displaystyle P_{L3}=V_{L3}I_{L3}=V_{P}I_{P}\sin \left(\theta -{\frac {4}{3}}\pi \right)\sin \left(\theta -{\frac {4}{3}}\pi -\varphi \right)}
利用三角恒等式里的积化和差与和差化积公式：
{\displaystyle P_{L1}={\frac {V_{P}I_{P}}{2}}\left[\cos \varphi -\cos \left(2\theta -\varphi \right)\right]}
{\displaystyle P_{L2}={\frac {V_{P}I_{P}}{2}}\left[\cos \varphi -\cos \left(2\theta -{\frac {4}{3}}\pi -\varphi \right)\right]}
{\displaystyle P_{L3}={\frac {V_{P}I_{P}}{2}}\left[\cos \varphi -\cos \left(2\theta -{\frac {8}{3}}\pi -\varphi \right)\right]}
得出瞬时功率输出为：
{\displaystyle P_{TOT}={\frac {V_{P}I_{P}}{2}}\left\{3\cos \varphi -\left[\cos \left(2\theta -\varphi \right)+\cos \left(2\theta -{\frac {4}{3}}\pi -\varphi \right)+\cos \left(2\theta -{\frac {8}{3}}\pi -\varphi \right)\right]\right\}}
中括号中的三项互相抵消，得出最终的结果为：
{\displaystyle P_{TOT}={\frac {3V_{P}I_{P}}{2}}\cos \varphi }
或者
{\displaystyle P_{TOT}={\frac {3V_{P}^{2}}{2|Z|}}\cos \varphi }

### 中線電流
当一个星形接法是平衡負載，即使接上中線也沒有電流。流过中性点的电流即三相电流的向量之和，参见基尔霍夫定律。
{\displaystyle {\begin{aligned}I_{L1}&={\frac {V_{L1-N}}{R}},\;I_{L2}={\frac {V_{L2-N}}{R}},\;I_{L3}={\frac {V_{L3-N}}{R}}\\0&=I_{L1}+I_{L2}+I_{L3}+I_{N}\end{aligned}}}
定义一个非无量纲量的电流，大小为{\displaystyle i={\frac {I_{N}R}{V_{P}}}}:
{\displaystyle {\begin{aligned}i&=\sin \theta +\sin(\theta -{\frac {2\pi }{3}})+\sin(\theta +{\frac {2\pi }{3}})\\&=\sin \theta +2\sin \theta \cos {\frac {2\pi }{3}}\\&=\sin \theta -\sin \theta \\&=0\end{aligned}}}
流过中線的电流大小为零。因此将中線拿掉而不影响电路本身，证明输出的功率是恒定的。一般三相三線制只有在三相的电源或者负荷都连接在同一个电路上（例如三相电动机），否则各相的输入电压的波动会造成输出功率的不稳定。

## 不稳定输出
在实际的应用中，很少出现理论上输出功率很稳定的情况。利用对称分量法来简化电路，一个不恒定输出的系统可以看作是三个电压分别为正、零、负的恒定输出系统的叠加。
在一个限定的三相电路中，只需要知道三相的模量和流过中性点电流的大小。中性点电流的计算一般先求三相电流的复数之和，在代换回极坐标系的形式。假设三相内的电流分别为{\displaystyle I_{L1}}, {\displaystyle I_{L2}}和{\displaystyle I_{L3}}，则流经中性点的电流大小为：
{\displaystyle I_{L1}+I_{L2}*\cos {\frac {2}{3}}\pi +j*I_{L2}*\sin {\frac {2}{3}}\pi +I_{L3}*\cos {\frac {4}{3}}\pi +j*I_{L3}*\sin {\frac {4}{3}}\pi }
{\displaystyle I_{L1}-I_{L2}*0.5-I_{L3}*0.5+j*{\frac {\sqrt {3}}{2}}*\left(I_{L2}-I_{L3}\right)}
最后的极坐标系中的三相和的模量：
{\displaystyle {\sqrt {I_{L1}^{2}+I_{L2}^{2}+I_{L3}^{2}-I_{L1}*I_{L2}-I_{L1}*I_{L3}-I_{L2}*I_{L3}}}}

### 非线性负载
在线性的情况下，只有在三相的电源或者负载不均衡的情况下，中性点的电流才不等于零。但是当在实际的使用中，接入的用电器中会使用饱和电抗，光敏、压敏电阻等非线性的电路元件，由于用电器本身电抗的变化，也会造成输出功率的不平衡。 

## 旋转磁场
任何一个多相的电路，根据电流随着时间的变化，通过旋转即可生成磁场，这也是异步电动机的工作原理。感应电动机是异步电动机的一种，指的是仅有一套绕组联接电源的异步电动机。

### 励磁磁动势
定子三相对称绕组流过三相对称电流时，产生合成基波旋转磁动势。将该磁动势用空间矢量F0表示，其幅值为
{\displaystyle F_{0}={\frac {m_{1}}{2}}{\frac {4}{\pi }}{\frac {\sqrt {2}}{2}}{\frac {N_{1}k_{dp1}}{p}}I_{0}}
式中，N1和kdp1分别为定子绕组的每相串联匝数和基波绕组因数；p为极对数；m1为定子绕组相数，对于三相异步电动机，m1=3。

## 对于其他多相系统的转化
任意两个随着时间t变化的电压之间一定存在着相互位移的关系，同样，一个三相的电源通过变压器可以转化为多相。例如，利用特殊的变压器，能将三相的电源转变为一个二相电源。此类变压器一般称为相位转换器。当三相的电力通过高压线传输到用户的社区在传输到每一户家中时，一般利用角接电容或星接电容将三相变为单项，为家庭用户提供电力。但是相应的，输出功率会有所下降。

## 输出功率的测量
用传感器可以测量三相电路的输出功率，无中线要用到两个传感器，有中性线要用到三个。需要使用传感器的数量总是比测量的电路的数量少一个。若採用高壓計量，則需要兩個电压互感器及兩個电流互感器(2VT+2CT)分別用來量度電壓及電流。
若使用功率分析儀用來分析諧波電流，宜使用四個电流互感器測量所有帶電導體的電流，以提高準確度。因為每個电流互感器都有誤差，利有三個測量值計算剩下的未知值，誤差也變成了三倍。